# العلاقات المكسيكية البنمية
العلاقات المكسيكية البنمية هي العلاقات الثنائية التي تجمع بين المكسيك وبنما.

## مقارنة بين البلدين
هذه مقارنة عامة ومرجعية للدولتين:
| وجه المقارنة                                              | المكسيك                                                                               | بنما                      |
| --------------------------------------------------------- | ------------------------------------------------------------------------------------- | ------------------------- |
| المساحة (كم2)                                             | 1.97 مليون                                                                            | 74.18 ألف                 |
| عدد السكان (نسمة)                                         | 130.53 مليون                                                                          | 4.10 مليون                |
| الكثافة السكانية (ن./كم²)                                 | 66.26                                                                                 | 55.27                     |
| العاصمة                                                   | مدينة مكسيكو                                                                          | بنما                      |
| اللغة الرسمية                                             | اللغة الإسبانية                                                                       | اللغة الإسبانية           |
| العملة                                                    | بيزو مكسيكي                                                                           | بالبوا بنمي، دولار أمريكي |
| الناتج المحلي الإجمالي (بليون دولار)                      | 1.15 تريليون                                                                          | 61.84 مليار               |
| الناتج المحلي الإجمالي (تعادل القوة الشرائية) بليون دولار | 2.16 تريليون                                                                          | 87.37 مليار               |
| الناتج المحلي الإجمالي الاسمي للفرد دولار أمريكي          | 9.01 ألف                                                                              | 13.27 ألف                 |
| الناتج المحلي الإجمالي للفرد دولار أمريكي                 | 17.32 ألف                                                                             | 20.89 ألف                 |
| مؤشر التنمية البشرية                                      | 0.756                                                                                 | 0.780                     |
| رمز المكالمات الدولي                                      | +52                                                                                   | +507                      |
| رمز الإنترنت                                              | .mx                                                                                   | .pa                       |
| المنطقة الزمنية                                           | منطقة زمنية وسطى، المنطقة الزمنية الجبلية، زمن منطقة المحيط الهادئ، منطقة زمنية شرقية | 00                        |

## مدن متوأمة
في ما يلي قائمة باتفاقيات التوأمة بين مدن مكسيكية وبنمية:
- ترتبط مدينة مكسيكو مع بنما باتفاقية توأمة منذ 1 سبتمبر 2008.[14][14][14][14]

## منظمات دولية مشتركة
يشترك البلدان في عضوية مجموعة من المنظمات الدولية، منها:
| علم المنظمة | اسم المنظمة                                                          | تاريخ انضمام المكسيك | تاريخ انضمام بنما |
| ----------- | -------------------------------------------------------------------- | -------------------- | ----------------- |
|             | يونسكو                                                               | 4 نوفمبر 1946        | 10 يناير 1950     |
|             | الفريق المعني برصد الأرض                                             | ?                    | ?                 |
|             | مؤسسة التمويل الدولية                                                | 20 يوليو 1956        | 20 يوليو 1956     |
|             | بنك أمريكا الوسطى للتكامل الاقتصادي ‏                                 | ?                    | ?                 |
|             | منظمة حظر الأسلحة الكيميائية                                         | ?                    | ?                 |
|             | مؤسسة التنمية الدولية                                                | 24 أبريل 1961        | 1 سبتمبر 1961     |
|             | منظمة التجارة العالمية                                               | 1995                 | ?                 |
|             | وكالة حظر الأسلحة النووية في أمريكا اللاتينية ومنطقة البحر الكاريبي ‏ | ?                    | ?                 |
|             | وكالة ضمان الاستثمار متعدد الأطراف                                   | 1 يوليو 2009         | 21 فبراير 1997    |
|             | الاتحاد البريدي العالمي                                              | ?                    | ?                 |
|             | منظمة الشرطة الجنائية الدولية                                        | ?                    | ?                 |
|             | الأمم المتحدة                                                        | 7 نوفمبر 1945        | 13 نوفمبر 1945    |
|             | الاتحاد الدولي للاتصالات                                             | 1 يوليو 1908         | 14 يوليو 1914     |
|             | البنك الدولي للإنشاء والتعمير                                        | 31 ديسمبر 1945       | 14 مارس 1946      |

## أعلام
هذه قائمة لبعض الشخصيات التي تربطها علاقات بالبلدين:
- إغناثيو توريس (لاعب كرة قدم مكسيكي، 25 سبتمبر 1983[20] – )
- روبرتو دوران (ملاكم أرجنتيني، 16 يونيو 1951[21] – )
- روبيرتو نورسي (لاعب كرة قدم مكسيكي، 16 ديسمبر 1983[22] – )
- ريكي ريك (موسيقي مكسيكي، 3 يونيو 1985 – )
- فيليبي بالوي (لاعب كرة قدم بنمي، 24 فبراير 1981[23] – )
- كارلوس فوينتس (كاتب مكسيكي، 11 نوفمبر 1928[24][25][26] – 15 مايو 2012[24][25][26])
- ميرسيدس مولتو (21 فبراير 1972 – )

## وصلات خارجية
- موقع وزارة الخارجية المكسيكية
- موقع وزارة الخارجية البنمية